# Doppelkopf (Band)
Doppelkopf war eine deutsche Hip-Hop-Gruppe aus Hamburg. Sie bestand aus Falk (Rap und Musik), Teaz (Beats und Musik) und Bubbles (Liveaufnahmen und Musik). Die Gruppe löste sich 2002 auf.

## Geschichte
Bereits 1989 hatten Falk und Teaz in Hamburg mit ihrer damaligen Band Sixpack einen gewissen Ruhm erlangt. Nachdem sie kurzzeitig auseinandergegangen waren, gründeten sie 1996 Doppelkopf. Populär wurden sie durch die Lieder Raps vom Mond, 3D (mit Samy Deluxe und Daniel Larusso), Balance und Supa Stah (zu den beiden letzteren erschien ein für dieses Genre recht aufwendig produziertes Musikvideo). Nach dem Erfolg ihres Albums Von Abseits, auf dem auch die auf einem Buena-Vista-Social-Club-Sample basierende Single Supa Stah enthalten war, trennten sie sich. Falk und Teaz sind auch bei dem Lied Wort Drauf auf dem Album Gefährliches Halbwissen von Eins Zwo vertreten, analog zu 3D wieder mit Daniel Larusso und Samy Deluxe.

## Stil
Der Stil von Doppelkopf unterscheidet sich maßgeblich von anderen Hip-Hop-Bands: Anstatt Battle-Rap produzierten sie melancholische, tiefgründige Texte, die oft eigene, von Fantasy oder Science-Fiction beeinflusste Geschichten erzählten. Oft verwendete Motive sind Katzer & Kätzinnen (synonym für Männer und Frauen verwendet), der Mond, Tapire und Hongkong (nach ihrem Label Hong Kong).

## Diskografie
- Raps vom Mond (EP) (unter dem Namen Doppelkopf starring Bubbles)
- Balance (Single)
- Von Abseits (Album)
- Supa Stah (Single)
- Wer hätte das gedacht (Single) (Falk mit Ferris MC und das BO)
- Supa Stah (Chan Chan) (Single) (Unter dem Namen Doppelkopf vs. Yard)
- Tapir Joint (Single) (Unter dem Namen Styleliga #5: Falkadelic, DJ Stripteaz und Boom Bye Bye Bubbles)